# Theater Schloss Maßbach
Das Theater Schloss Maßbach - Unterfränkische Landesbühne ist ein Privattheater in Maßbach (Unterfranken), das als GmbH geführt wird. 
Leiterin ist seit 2003 Anne Maar (Stand Januar 2008), die Enkelin des Gründerpaares. Das Theater ist mit drei ständigen Spielstätten im Schloss Maßbach beheimatet, das Intime Theater (87 Plätze), der Freilichtbühne (326 Plätze) und das TiP - Theater im Pferdestall (die Jugendtheaterspielstätte) mit 60 Plätzen. Es spielt regelmäßig an etwa 25 Gastspielorten von Fürth bis Aschaffenburg, von Schweinfurt bis Pfronten, also auch in Orten jenseits der Grenzen Unterfrankens. Im Jahr werden über 300 Vorstellungen vor etwa 65.000 Zuschauern gespielt. Es gibt 11 Neuproduktionen im Jahr, die je ensuite 6 Wochen gespielt werden. Das bis zur Spielzeit 2015/16 als Fränkisches Theater Schloss Maßbach bekannte Haus ist das am längsten bestehende staatlich subventionierte private Gastspieltheater Deutschlands und erfüllt die Funktionen einer Landesbühne.

## Geschichte
- 1946 Gründung des „Coburger Kulturkreises“ durch Lena Hutter und Oskar Ballhaus als Vorläufer des „Fränkischen Theaters“
- 1948 Umzug des Theaters ins Schloss Wetzhausen durch Vermittlung eines Kommerzienrats Kaiser nach einem Auftritt des Ensembles in Schweinfurt
- 1955 Umzug des Theaters ins Schloss Stöckach (Landkreis Hofheim in Unterfranken), nachdem die Wasserversorgung und die bauliche Beschaffenheit des Schlosses Wetzhausen immer schlechter wurden und eine Renovierung außerhalb der finanziellen Möglichkeiten lag
- 1960 Umzug ins Schloss Maßbach
- 1961 Bau der Freilichtbühne
- 1972 Tod des Theatergründers Oskar Ballhaus, Weiterführung durch dessen Ex-Frau Lena Hutter und deren zweiten Ehemann Herbert Heinz
- 1977 Gründung der „Freunde des Fränkischen Theaters Schloss Maßbach“
- 2000 Einstieg der Enkelin Anne Maar in die Geschäftsleitung des Privattheaters
- 2002 Tod des Regisseurs und Theaterleiters Herbert Heinz
- 2003 Tod der Mitgründerin Lena Hutter, Übernahme der alleinigen Theaterleitung durch Anne Maar

## Persönlichkeiten
die am Fränkischen Theater sind oder waren:
- Peer Augustinski, Schauspieler
- Michael Ballhaus, Sohn der Gründer Oskar Ballhaus und Lena Hutter
- Helga Ballhaus, Schauspielerin, Ehefrau von Michael Ballhaus
- Oliver Bokern, Schauspieler
- Traugott Buhre, Schauspieler
- Gert Burkard, Schauspieler
- Claus Eberth, Schauspieler
- Andreas Jähnert, Schauspieler
- Thomas Klischke, Schauspieler, Regisseur und Autor
- Anne Maar, Autorin und heutige Leiterin des „Fränkischen Theaters“
- Nele Maar, geborene Ballhaus, Tochter des Theatergründers, Ehefrau von Paul Maar
- Paul Maar, Autor
- Florian Odendahl, Schauspieler
- Barbara Redl, Schauspielerin
- Kristina Söderbaum, Schauspielerin
- Oliver Korittke, Schauspieler
- Alexander Stefi, Schauspieler, Regisseur, Musikalische Arrangements
- Wolfgang Wagner, Schauspieler
- Gila von Weitershausen, Schauspielerin
- Anneliese Wertsch, Schauspielerin, zweite Ehefrau des Gründers Oskar Ballhaus
- Tommy Völckers, Schauspielerin
- Frédéric Vonhof, Schauspieler